# 安波羅修
米蘭的安博（拉丁語：Ambrosius Mediolanensis，约340年—397年4月4日），公教譯作盎博羅削，本名奧理略·安博（拉丁語：Aurelius Ambrosius），任米兰總主教，4世纪基督教著名的拉丁教父之一。他也是天主教会公認的四大教會圣师之一。

## 生平簡介

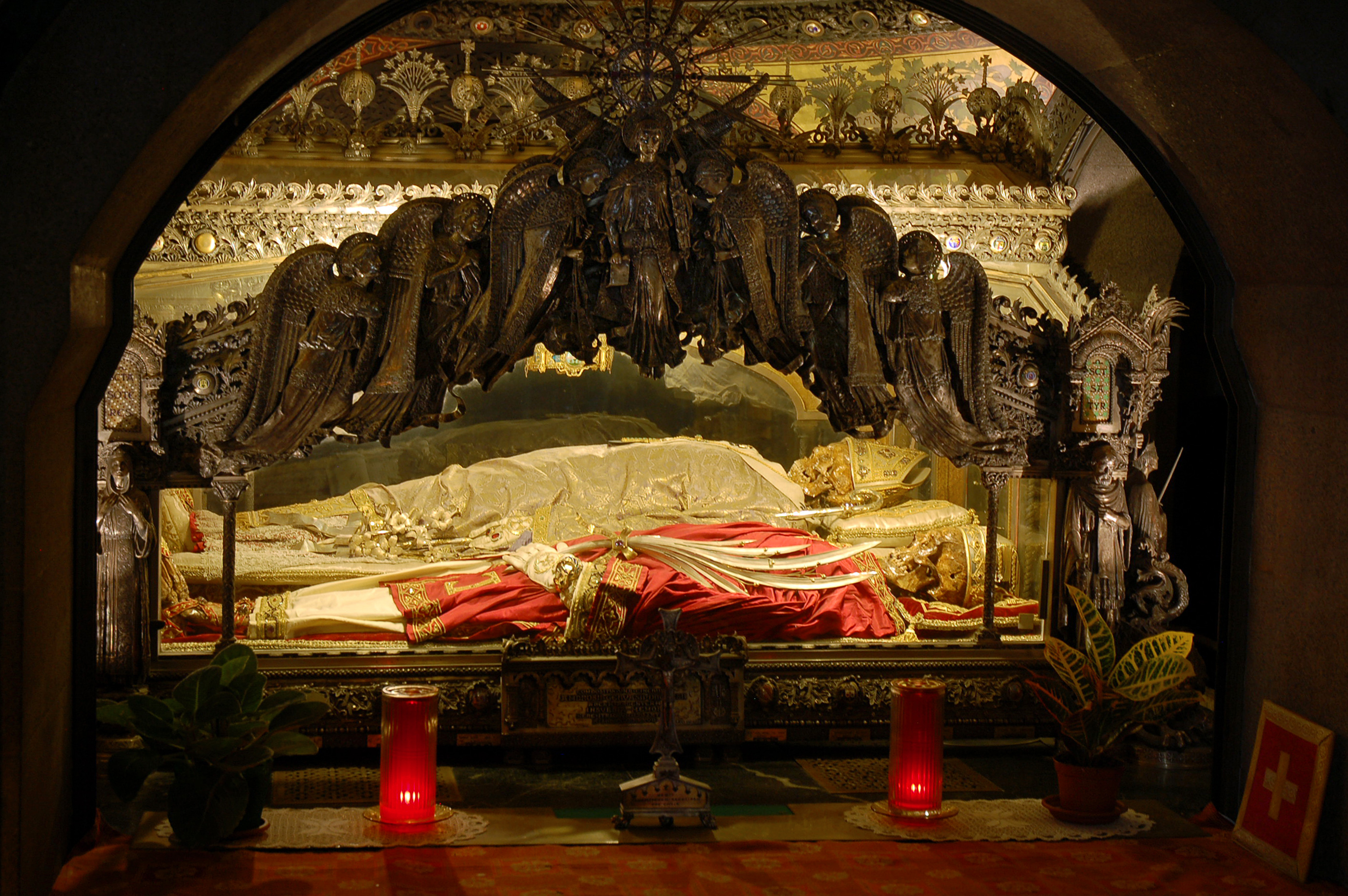
圣盎博罗削圣殿水晶棺中的米兰主教聖安波羅修

約340年，聖安博出生於特里爾一個有名望的基督教家庭。父親曾任納博訥高盧行省總督，是一位基督徒，母親則是受過高等教育的虔誠婦女。聖安博從小就接受希臘文、文學、法律、修辭學、哲學的訓練，父母對他寄予厚望，他也繼承父親的衣缽投身公共政務。聖安博於西元370年左右，完成法律的訓練曾當執業律師，大約在372年，聖安博擔任利古里亚与埃米利亚的行省總督，總部是設在相當於羅馬帝國第二首都的米蘭。聖安博展現了自己傑出的行政及演說能力，他的公正無私也獲得眾人的讚譽。

### 晉牧
374年，亞流派的米蘭主教死了。教會內的阿里烏教派與尼西亞教派的信徒相爭，將形成分裂。聖安博基於羅馬總督的職責所在，走進教堂去平息風波。當他正向群眾講話的時候，忽然有一個孩子的聲音喊著說：「讓安博作主教！」會眾以為是出於天主的聲音，兩派齊聲唱和：「阿們！」歡呼擁立他為主教。不過，那時他只是一個慕道者，還未受洗禮，他向群眾表示自己乃罪人，不配擔任神職，便返回自己家中，但是信徒卻舉行大規模的遊行，該省的主教們也批准這次選舉有效，聖安博寫信給皇帝說明此事不妥，但皇帝瓦伦提尼安二世卻回信贊成他作主教，於是，從權在八天之內，先受洗而晉牧。

## 貢獻
盎博罗削上任後，立志反對亞流主義，他在政治上參與對抗阿里烏教派的工作，主動將亞流主義從以利哩古（Illyricum，今伊利里亚）驅逐出去，但他也在380年代，被支持亞流主義的皇后所逼迫，要他把當地教會交給亞流的跟隨者管理，在此過程中，他的生命受到威脅，若不是米蘭的市民公開支持，恐怕他已經遭遇不測。他說：「主教沒有權力把天主的教會交出來。」盎博罗削一生致力於使教會免受皇帝干涉，如390年夏天，帖撒羅尼迦城的駐軍司令因為拒絕百姓要求釋放一位人民喜愛的戰車手，百姓將駐軍司令殺了，皇帝狄奧多西一世為了給他報仇，不顧盎博罗削的反對，屠殺了大批居民，及後皇帝懊悔但為時已晚，七千多有罪或無辜的居民已經死了。安波羅修給狄奧多西寫了一封密函，告訴他，皇帝若不公開悔罪就要把他開除教籍，狄奧多西只好讓步，在教會裡當眾認罪、請求饒恕。盎博罗削是第一位能以主教地位影響統治者的教會領袖。盎博罗削在歷史上是功多於過的，他堅持政教分離，教會有教會的權柄，政府有政府的權柄，二者不應該相混和，但在某些情況下，他認為皇帝也應該受到教會的約束，他說：「皇帝是在教會之內，而非在教會之上。」
由於盎博罗削堅持政教分離，除了擔任皇帝的顧問，干預羅馬帝國的宗教政策外幾乎沒有參與政治。在盎博罗削堅持政教分離的影響下，成功令西部皇帝格拉提安下令驱逐異教。公元382年，格拉提安強佔了異教祭司和維斯塔貞女的收入，並禁止遺贈地產給予他們；祭司學院的財產亦被沒收，異教祭司的特權和豁免權也被取消。在盎博罗削建議下，格拉提安同時宣告所有異教寺廟的收入全數充公到國庫，並把羅馬多神教的重要祭壇“勝利女神祭壇”拆毀。由於他堅持政教分離，所以他於公元384年阻止了信奉異教議員的重建勝利女神祭壇。盎博罗削还成功說服羅馬帝國皇帝狄奧多西一世於公元389年下達“狄奧多西詔書”，其內容主要為禁止異教活動，取消異教假日，熄滅異教聖火，解散維斯塔貞女，處罰援助異教者等等。

### 在神學方面

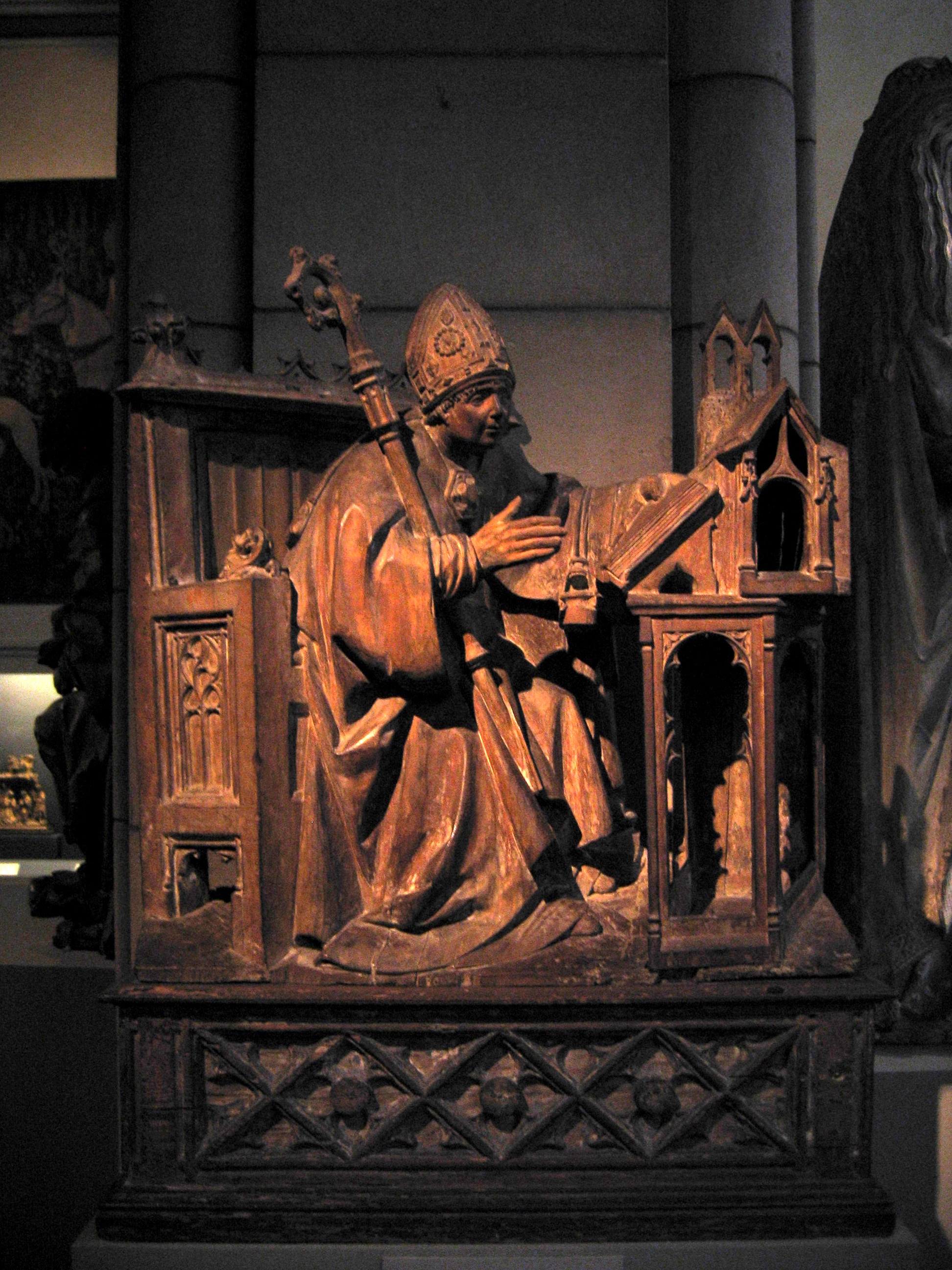
盎博罗削

盎博罗削以神學著作聞名，乃天主教的教會聖師之一。然而他的神學著作大多是秉承希臘神學家的思想，對於罪與恩，有較深的感覺。他的思想趨向實踐方面，討論基督教倫理學；對於教會聖詩的發展，也大有貢獻。盎博罗削的希臘文造詣極高，因此能把東方最優秀的尼西亞神學，寫成清晰的拉丁文，其中最重要的作品包括《論信仰》（On the Faith）和《論聖神》（On the Holy Spirit）。

### 在教會音樂方面
盎博罗削是推廣聖歌的功臣。
他建立了教會調式。採用四個希臘音階定為「正格調式」音階。成為今日音調系統的基礎。
他認為聖歌有對抗異端的價值，所以歌詞中必提到基督教的教訓。

#### 安波羅修的聖歌
1、萬物的創造主，至高的天主，
熠熠的星空的統治者，
你給白天披上美麗的光彩，
給黑夜圍上溫柔的憩息。
2、那睡眠使疲倦的肢體復甦，
適於辛勞，再度供我驅使，
輕輕撫慰疲勞過度的心田，
安慰著憂愁的悲傷安靜休息。
3、我們為過去的時日感謝你，
我們為繼來的夜向你禱告，
啊！幫助我輩罪人向你唱起，
誠心所願讚美你的詩句。
4、解脫我們對所有肉慾的渴求，
讓我們的心在你裡面歇息！
也不使貪婪的惡魔安排陷阱，
使我們的安寧沒有罪戾的恐懼。
5、基督與聖父本為一體，
聖神，聖父與聖子，
天主凌駕一切，全能的主宰，
保護我們，崇高的三位一體真神，
我們獻上禱告。

## 與皇權的關係
盎博罗削自從成為米蘭主教後，不僅掌握西羅馬帝國的宗教權，也成為皇帝之師。格雷帝征討哥德族時不但將三位一體的信條公佈在軍中，遇難時還呼喊盎博罗削的名字，其影響力由此可見一般。特別是後來和皇太后賈絲泰娜（Justina）為了是否要將米蘭堂讓給阿里烏教派教徒以及軍隊包圍波西亞教堂一事，盎博罗削一連五天在米蘭大教堂內講道，誓死守護教堂。最後，皇帝撤兵，軍隊對信徒態度和藹並且握手言歡。這是羅馬歷史上第一次的教會教權與政府皇權的正面衝突，自此義大利整個成為基督教世界。

### 引用
1. 1 2  .   [2012-12-05]. （原始内容存档于2013-12-30）.
2. ↑  .   [2012-12-05]. （原始内容存档于2019-11-10）.
3. ↑  .   [2012-12-05]. （原始内容存档于2013-12-31）.
4. ↑  楊牧谷，《當代神學辭典》（台北：校園書房出版社，1997），18-19。
5. ↑  陶理主編，《基督教二千年史》，李伯明、林牧野合譯（香港：海天書樓有限公司，2004），149-151。
6. ↑  注：盎博罗削並沒有建議取消自公元313年起提供給基督教教會教士和教徒的各項特權和豁免權，被取消特權的只是異教
7. ↑  華爾克，《基督教會史》，謝受靈、趙毅之譯（香港：基督教文藝出版社，1987），226-7。
8. ↑  楊牧谷，《當代神學辭典》（台北：校園書房出版社，1997），18。
9. ↑  祁伯爾，《歷史的軌跡──二千年教會史》，李林靜芝譯（台北：校園書房出版社，2001），40。
10. ↑  劉塞雲，《西洋音樂史》，（台北：中華文化出版事業社，1955），5-6。
11. ↑  麥愛鄰，《教會音樂史》，林惠慧譯（台南：人光出版社，1993），36。
12. ↑  陶理主編，《基督教二千年史》，李伯明、林牧野合譯（香港：海天書樓有限公司，2004），148。
13. ↑  馮作民編著，《西洋全史（五）》中古歐洲（上）－黑暗時代及其以後，（台北市：燕京文化事業股份有限公司，1979年），100-1。